# Campeonato IMSA GT

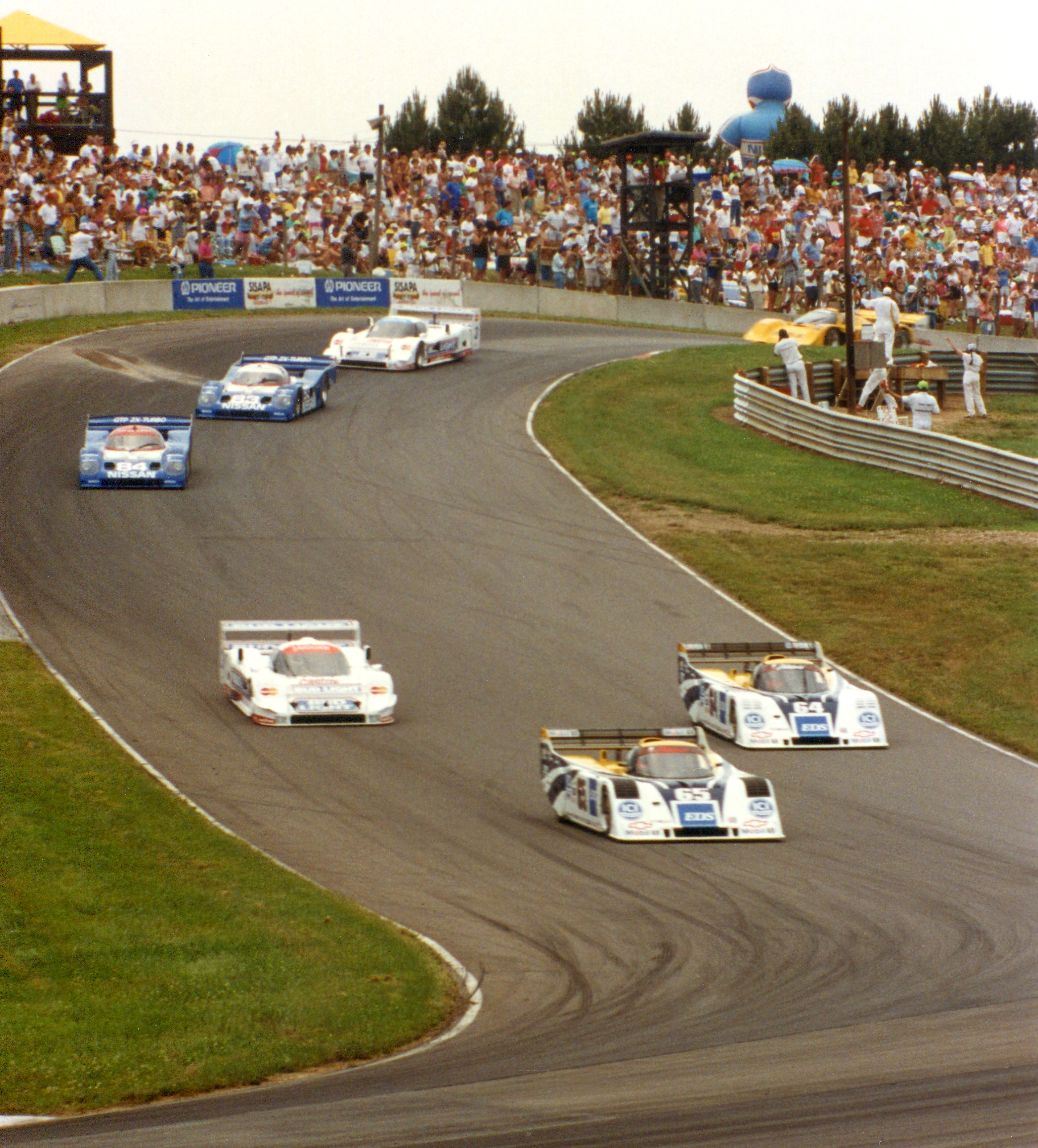
Una carrera de la IMSA GT en Mid-Ohio, 1991.

El Campeonato IMSA GT fue una competición de automovilismo de velocidad para gran turismos y sport prototipos, organizada por la International Motor Sports Association entre los años 1971 y 1998. Las fechas se disputaban en circuitos mixtos de Estados Unidos, Canadá y México.
El certamen lo crearon John Bishop, exdirigente del Sports Car Club of America, y Bill France Sr., dueño de la NASCAR. Inicialmente se adoptó el mismo reglamento técnico que el Campeonato Mundial de Resistencia. El Campeonato IMSA GT incorporó en 1973 las 12 Horas de Sebring, que había formado parte del Campeonato Mundial de Resistencia durante dos décadas. En 1975 se añadió las 24 Horas de Daytona, la cual continuó en el Campeonato Mundial de Resistencia hasta 1991.
Los reglamentos se modificaron numerosas veces, sea para bajar costos, fomentar la diversidad del parque automotor o para contrarrestar el dominio de cierto modelo. En 1989, la familia Bishop vendió la IMSA, la cual cambió de dueño repetidamente a lo largo de la década de 1990. En 1999 fue sustituida por la American Le Mans Series, en tanto que en 1998 surgió una serie alternativa que más tarde se convertiría en la Grand-Am Rolex Sports Car Series.

## Circuitos
| - Atlanta (1993) - Brainerd (1972, 1977-1983) - Bridgehampton (1971) - Charlotte (1971, 1974, 1982-1986) - Columbus (1985-1988) - Dallas (1996) - Daytona (1971-1997) - Del Mar (1987-1992) - Firebird (1987) - Halifax (1995) - Hallett (1977-1979) - Heartland Park Topeka (1989-1991) - Indy Raceway Park (1973, 1994) - Laguna Seca (1974-1987, 1989, 1991-1994, 1997-1998) - Las Vegas (1997-1998) | - Lime Rock Park (1972-1998) - Long Beach (1990-1991) - Meadowlands (1990) - Autódromo Hermanos Rodríguez (1974) - Miami (1983-1994) - Michigan (1984) - Mid-America (1975, 1977) - Mid-Ohio (1972-1979, 1981-1993) - Mosport Park (1975, 1980-1983, 1989-1992, 1995-1998) - New Hampshire (1972) - Nueva Orleans (1991-1992, 1995) - Ontario (1974, 1976) - Phoenix (1992-1995) - Pikes Peak (1997) - Pocono (1973, 1976-1977, 1981-1985) | - Portland (1978-1994) - Riverside (1975, 1979-1987) - Road America (1979-1993) - Road Atlanta (1973-1992, 1994-1998) - San Antonio (1987-1990) - Sears Point (1976-1990, 1995-1997) - Sebring (1973, 1975-1998) - Summit Point (1971, 1982, 1987-1989) - Talladega (1971-1972, 1974-1976, 1978) - Tampa (1989-1990) - Texas (1972, 1995-1996) - Virginia (1971-1972) - Watkins Glen (1972, 1984-1997) - West Palm Beach (1986-1991) |

## Campeones
| Año  | GTO                   | GTO                      | GTO                      | GTO              | GTU                        |
| ---- | --------------------- | ------------------------ | ------------------------ | ---------------- | -------------------------- |
| 1971 | Dave Heinz            | Dave Heinz               | Dave Heinz               | Dave Heinz       | Peter Gregg Hurley Haywood |
| 1972 | Phil Currin           | Phil Currin              | Phil Currin              | Phil Currin      | Hurley Haywood             |
| 1973 | Peter Gregg           | Peter Gregg              | Peter Gregg              | Peter Gregg      | Bob Bergstrom              |
| 1974 | Peter Gregg           | Peter Gregg              | Peter Gregg              | Peter Gregg      | Walt Maas                  |
| 1975 | Peter Gregg           | Peter Gregg              | Peter Gregg              | Peter Gregg      | Bob Sharp                  |
| 1976 | Al Holbert            | Al Holbert               | Al Holbert               | Al Holbert       | Brad Frisselle             |
| 1977 | Al Holbert            | Al Holbert               | Al Holbert               | Al Holbert       | Walt Maas                  |
| 1978 | GTX                   | GTX                      | GTX                      | GTO              | GTU                        |
| 1978 | Peter Gregg           | Peter Gregg              | Peter Gregg              | Dave Cowart      | Dave White                 |
| 1979 | Peter Gregg           | Peter Gregg              | Peter Gregg              | Howard Meister   | Dan Devendorf              |
| 1980 | John Fitzpatrick      | John Fitzpatrick         | John Fitzpatrick         | Luis Méndez      | Walt Bohren                |
| 1981 | Brian Redman          | Brian Redman             | Brian Redman             | Dave Cowart      | Len Mueller                |
| 1982 | GTP                   | GTP                      | IMSA Lights              | GTO              | GTU                        |
| 1982 | John Paul Jr.         | Porsche 935              | -                        | Don Devendorf    | Jim Downing                |
| 1983 | Al Holbert            | March 83G                | -                        | Wayne Baker      | Roger Mandeville           |
| 1984 | Randy Lanier          | March 83G                | -                        | Roger Mandeville | Jack Baldwin               |
| 1985 | Al Holbert            | Porsche 962              | Jim Downing              | John Jones       | Jack Baldwin               |
| 1986 | Al Holbert            | Porsche 962              | Jim Downing              | Scott Pruett     | Tommy Kendall              |
| 1987 | Chip Robinson         | Porsche 962              | Jim Downing              | Chris Cord       | Tommy Kendall              |
| 1988 | Geoff Brabham         | Nissan GTP ZX-Turbo      | Tom Hessert              | Scott Pruett     | Tommy Kendall              |
| 1989 | Geoff Brabham         | Nissan GTP ZX-Turbo      | Scott Schubot            | Peter Halsmer    | Bob Leitzinger             |
| 1990 | Geoff Brabham         | Nissan GTP ZX-Turbo      | Tomas López              | Dorsey Schroeder | Lance Stewart              |
| 1991 | Geoff Brabham         | Nissan NPT-91            | Parker Johnstone         | Peter Halsmer    | John Fergus                |
| 1992 | Juan Manuel Fangio II | Toyota Eagle MKIII       | Parker Johnstone         | Irv Hoerr        | David Loring               |
| 1993 | Juan Manuel Fangio II | Toyota Eagle MKIII       | Parker Johnstone         | Charles Morgan   | Butch Leitzinger           |
| 1994 | WSC                   | WSC                      | WSC                      | GTO              | GTU                        |
| 1994 | Wayne Taylor          | Kudzu-Mazda              | Kudzu-Mazda              | Joe Pezza        | Jim Pace                   |
| 1995 | WSC                   | WSC                      | WSC                      | GTS-1            | GTS-2                      |
| 1995 | Fermín Vélez          | Ferrari 333 SP           | Ferrari 333 SP           | Irv Hoerr        | Jorge Trejos               |
| 1996 | Wayne Taylor          | Riley & Scott-Oldsmobile | Riley & Scott-Oldsmobile | Irv Hoerr        | Larry Schumacher           |
| 1997 | Butch Leitzinger      | Riley & Scott-Ford       | Riley & Scott-Ford       | Andy Pilgrim     | Larry Schumacher           |
| 1998 | Butch Leitzinger      | Riley & Scott-Ford       | Riley & Scott-Ford       | Andy Wallace     | Larry Schumacher           |

## Pilotos destacados
| Piloto                | Títulos                                | Victorias |
| --------------------- | -------------------------------------- | --------- |
| Al Holbert            | 5 (1976, 1977, 1983, 1985, 1986)       | 49        |
| Peter Gregg           | 6 (1971, 1973, 1974, 1975, 1978, 1979) | 39        |
| Geoff Brabham         | 4 (1988, 1989, 1990, 1991)             | 26        |
| Hurley Haywood        | 2 (1971, 1972)                         | 23        |
| Juan Manuel Fangio II | 2 (1992, 1993)                         | 21        |
| Derek Bell            | 0                                      | 19        |
| John Paul Jr.         | 1 (1982)                               | 18        |
| John Fitzpatrick      | 1 (1980)                               | 16        |
| James Weaver          | 0                                      | 16        |
| Chip Robinson         | 1 (1987)                               | 15        |
| Butch Leitzinger      | 2 (1997, 1998)                         | 13        |
| Price Cobb            | 0                                      | 15        |
| Brian Redman          | 1 (1981)                               | 15        |
| David Hobbs           | 0                                      | 11        |